# Christian Democratic Party
Die Christian Democratic Party (CDP) war eine Kleinpartei in Australien. Den Parteivorsitz hat Fred Nile, Mitglied des Legislative Council von New South Wales.

## Parteiprogramm
Die CDP beschäftigt sich hauptsächlich mit Themen, die mit den Moralvorstellungen der Kirche zusammenhängen, so wie Abtreibung, Homosexualität und Pornographie. Mit ihrer strikten Ablehnung der gleichgeschlechtlichen Ehe hat die Partei sich ein Forum geschaffen und hofft somit vermehrt auf konservative Wählerstimmen. Die Partei ist monarchisch eingestellt aufgrund der Tatsache, dass Australien anhand des britischen Politik- und Rechtssystem gegründet wurde.
Die Christian Democratic Party sieht in der politischen Ausrichtung der großen Parteien des Landes eine Gefahr für die eigenen christlichen, traditionellen Werte. Gordon Moyes sagte hierzu: „Unser christliches Erbe wird von säkularistischen und militanten islamischen Gruppierungen bedroht.“ Dies sei laut ihm „Neo-Kommunismus unter dem Deckmantel der Grünen und eine schrille Homosexuellen-Lobby, die erfolgreich die Unterstützung der Australian Labor Party, der Australian Democrats und großer Teile der Liberal Party of Australia gewonnen hat“. 

## Geschichte
Ursprünglich wurde die Partei als „Call to Australia Party“ im Jahr 1977 gegründet und ging aus diversen anderen Bewegungen, wie dem Festival of Light hervor, in dem sich Nile über 30 Jahre engagierte. Diese Gruppen konnten konservative und protestantische Wähler für sich gewinnen. Im Jahr 1981 wurde Nile erstmals zum Rat von New South Wales gewählt. Bis heute konnte sich die Partei in jeder weiteren Wahl in NSW mit einem Kandidaten erfolgreich um eine Kandidatur bewerben. Die Partei hat eine kleine, aber feste Wählergemeinde in New South Wales. Alle Versuche der CDP sich auch in weiteren Teilen des Landes durchzusetzen sind bisher jedoch gescheitert. 
Zu den Bundeswahlen 1983 schloss die CDP ein Bündnis mit der in Victoria ansässigen Democratic Labor Party, jedoch konnten sie keinen Sitz gewinnen und gingen fortan wieder getrennte Wege. In der Regel kommt die CDP auf zwei (manchmal auch drei) Sitze im Legislative Council. Einer dieser Sitze war immer für den Parteichef Nile reserviert. Im Jahr 1988 wurde er neben seinem Partei-Kollegin Marie Bignold auch von seiner Frau Elaine unterstützt. Bignold stritt sich fortan mit den Niles um die politische Richtung und musste sich 1991 einer Neuwahl stellen, nachdem ihr Sitz aufgrund einer Umstrukturierung des Councils wegfiel. Diese verlor sie allerdings. Im Jahr 2002 musste Elaine Nile ihre politische Karriere beenden aufgrund von gesundheitlichen Problemen.
Nile versuchte für New South Wales 2004 in den australischen Senat einzuziehen. Zwar konnte er 2,6 % der Erststimmen für sich gewinnen, jedoch reichte dies bei Weitem nicht zum Wahlerfolg. Die rivalisierende konservative Partei Family First konnte hingegen mit nur 1,9 % der Stimmen für Victoria einen Senatsplatz erobern.
Während der Wahlen 2007 sagte Nile, dass erst geprüft werden müsse, wie viele muslimische Immigranten Australien vertragen könne. „Es wurde nie eine seriöse Studie über die Folgen einer muslimischen Immigration in Australien gemacht, obwohl schon jetzt mehr als 300.000 Muslime im Land sind.“ Er fügte hinzu: „Die Australier verdienen einen Freiraum, um die Lage zu überblicken. In der Zwischenzeit sollte man gute, heimatlose Christen aus dem Mittleren Osten ins Land lassen.“ Nile und sein parteiinterner Mitstreiter Allan Lotfizadeh erhielten nach eigenen Aussagen anschließend Morddrohungen.
Mit 4,4 % wurde Fred Nile in den Council von New South Wales wiedergewählt. Es war der höchste Stimmengewinn bei einer Wahl für seine Partei seit dem Jahr 1988.